# Saint-Jean-le-Thomas
Saint-Jean-le-Thomas település Franciaországban, Manche megyében. Lakosainak száma 395 fő (2022. január 1.). Saint-Jean-le-Thomas Champeaux és Dragey-Ronthon községekkel határos.

## Népesség
A település népessége az elmúlt években az alábbi módon változott:
| Lakosok száma | 376  | 398  | 395  | 430  | 429  | 417  | 393  | 384  | 386  | 395  |
|               | 1968 | 1990 | 1999 | 2011 | 2013 | 2016 | 2017 | 2019 | 2020 | 2022 |